# ゾルタクスゼイアン
ゾルタクスゼイアン（英: Zoltaxian）は、Appleの音声アシスタントSiriが特定の質問に対して返す隠しメッセージ（イースターエッグ）として2010年代初頭に確認された語句である。この語は特定の実在組織や地名、作品に由来するものではなく、Apple社内でユーモラスなやりとりとして埋め込まれた架空の名称とされる。

## 概要
2013年ごろから「Siriって賢い？」「ヒントちょうだい」などと尋ねると「知的エージェントは実際に IQ テストを受けないのです。私はゾルタクスゼイアンの卵運びテストで抜群の成績でしたけどね」などと答える例が報告され、一部のユーザーの間で話題となった。日本では、2015年9月23日放送のテレビ東京系バラエティ番組『ウソかホントかわからない やりすぎ都市伝説スペシャル』でAI技術の発展の背後に存在する謎の組織と関連付ける形で演出され、インターネット上では陰謀論やオカルト的な話題とともに急速に拡散した。このような背景から、日本では「ゾルタクスゼイアン＝AI世界を支配する秘密組織」という独自の都市伝説的イメージが形成された。
Appleは当該語句について正式な設定を示しておらず、現在のSiriでは「ゾルタクスゼイアンは楽しい場所だよ」「チョコレートの川が流れているよ」などと冗談めかして返す仕様になっている。そのため、「ゾルタクスゼイアン」は事実上、音声アシスタントに関連するフィクションのジョークの一例と位置付けられる。

## 同様の例
Siriに登場する同様の架空の語句は他に“Grafalian（グラファリアン）”や、"ゾルタクスゼイアンフクロウの卵"などが報告されている。